# 小椋正気
小椋 正気（Seiki Ogura、おぐら せいき、1941年（昭和16年）2月 - ）は、数多くの半導体製造技術（LDD、Halo LDD、サイドウォール、スペーサー、CMP、ダマシン）やmpu の開発に携わった半導体の世界的研究者。1996年にIEEEモーリス・N・リーブマン記念賞を受賞。IEEEフェロー。

## 略歴
1941年、福岡県大牟田市で生まれ、長崎県の大島で幼少期を過ごす。福岡県立修猷館高等学校を経て、早稲田大学理工学部に進む。1960年代、大学院在籍中に日本の半導体分野の発展を目指して単身で渡米。カリフォルニア大学ロサンゼルス校で量子力学、電子工学、マテリアルの3つの科目を専攻し、当時のUCLAで最短記録となる2年半でマスター＋Ph.D. の学位を取得。
米IBMにて数々の半導体技術の発明と開発をした後、独立。
彼の会社HaloLSIとルネサスエレクトロニクスの間で彼の特許群を元に開発した-40度から140度まで対応できる高性能高信頼性の技術車載用ICチップは現在も世界中の自動車に搭載されている。
その他の彼の発明も現在の半導体技術の基礎となり、幅広く応用されている。

## 受賞歴
- 1996年 - モーリス・N・リーブマン記念賞

## 論文
- 小椋正気, 「矛盾に見つける真理とチャンス」『応用物理』 1998年 67巻 8号 p.955-957, 応用物理学会, doi:10.11470/oubutsu1932.67.955